# Lindmetsa
Lindmetsa – wieś w Estonii, w prowincji Sarema, w gminie Torgu.